# Piaśniki
Piaśniki (deutsch Piasniki) ist ein Stadtteil der polnischen Stadt Świętochłowice. Das Stadtbild wird von Hochhäusern und einem Einkaufszentrum bestimmt, es gibt aber auch Angelteiche und sehr viel Grün. An der Kreuzung fahren die Bahnen nach Bytom, Chorzów und Katowice sowie ins Zentrum von Świętochłowice und in den Stadtteil Lipiny.